# Hydroglisseur

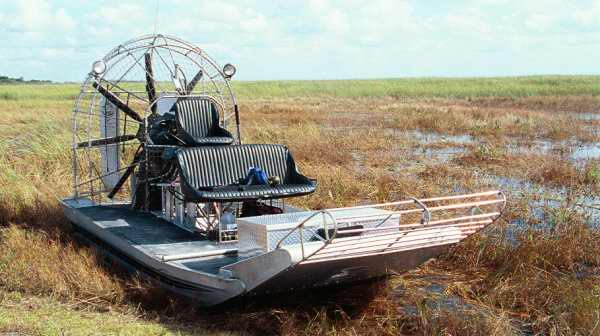
Un hydroglisseur en Floride.

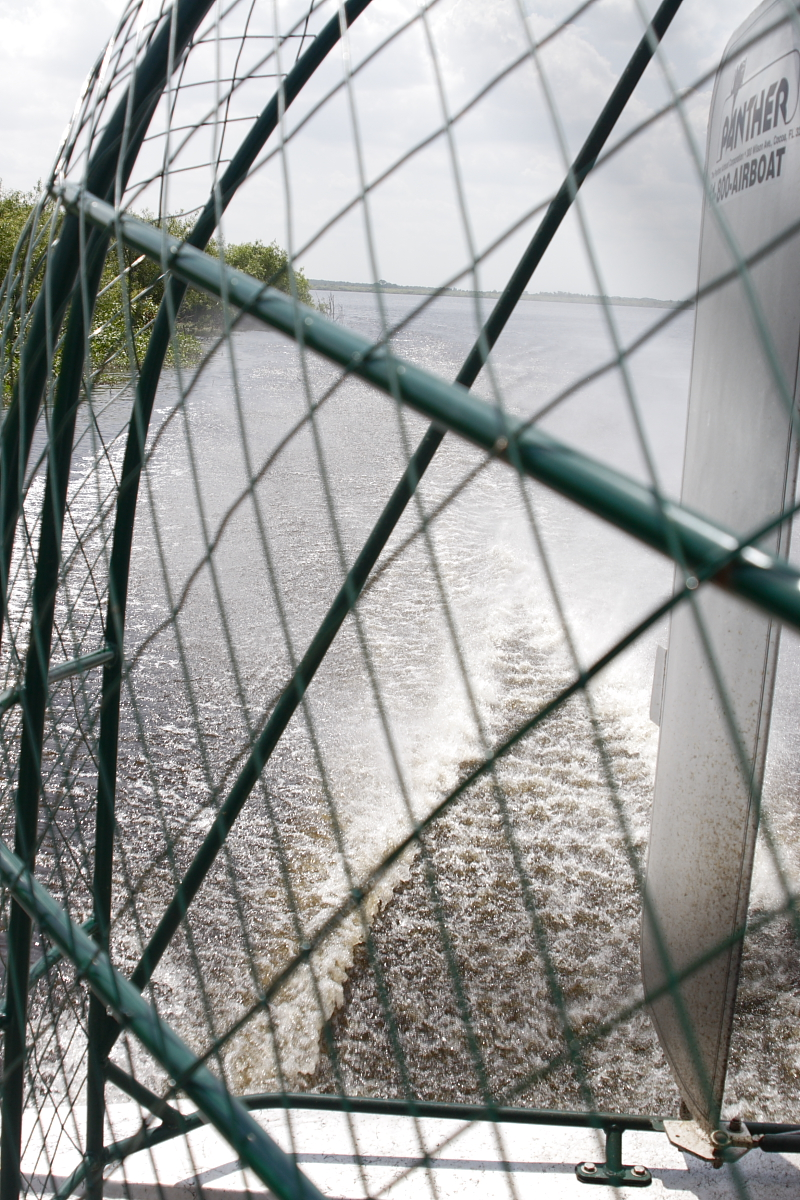
Vue de l'arrière d'un hydroglisseur.

Ne doit pas être confondu avec Aéroglisseur.
Pour les articles homonymes, voir Glisseur.
L'hydroglisseur (parfois désigné par le terme anglais airboat) est une embarcation à fond plat et de faible tirant d'eau propulsée par une hélice aérienne, c'est-à-dire que leur hélice se visse dans la masse d'air située au-dessus de la surface de l'eau plutôt que de se visser dans la masse d'eau située sous la surface. Avant les années 1950, les termes « hydroplane » et « glisseur » étaient également utilisés. Il ne faut pas le confondre avec l'aéroglisseur dont la portance est assurée par un coussin d'air.

## Historique

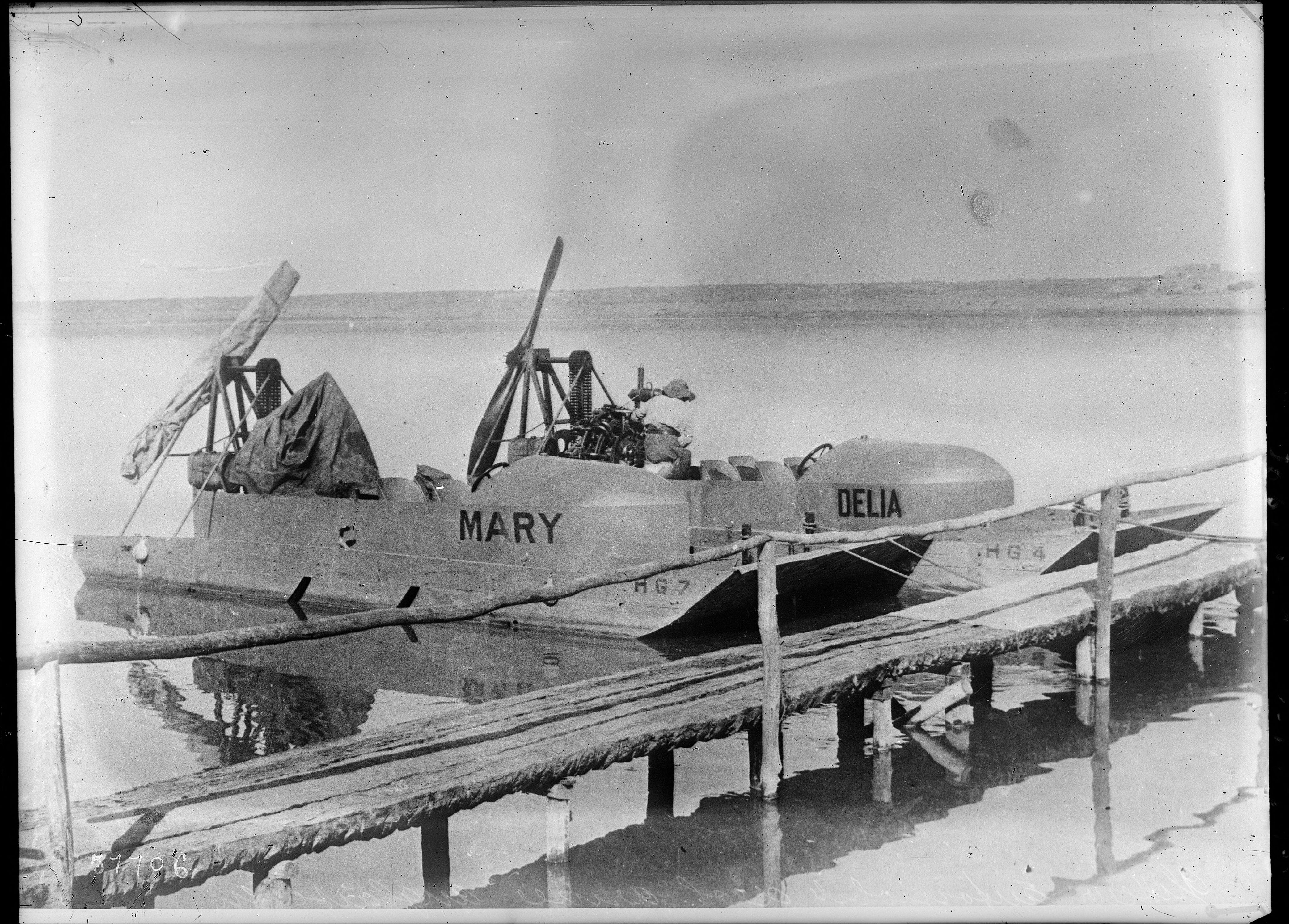
Hydroglisseur de l'armée anglaise en Mésopotamie (1918)

Dès les années 1840, le principe de coques planantes à grande vitesse est établie (Abraham Morrison en 1837, Scott Russel en 1840, Charles Ramus en 1872).
Dans les années 1880, le physicien suisse Raoul Pictet conduit des essais (mesures de traction) de coques planantes sur le lac Léman, et publie en 1883 : « Étude théorique et expérimentale d'un bateau rapide ».
Le Dr Graham Bell en a mis au point une version en Nouvelle-Écosse, (Canada) en 1905. Un de ses assistants, Glenn Curtiss, a fabriqué en 1920 un modèle adapté aux marécages de Floride.
Alberto Santos-Dumont teste en 1907 sur la Seine un engin (le no 18) muni de plans porteurs immergés séparés des coques. On ne peut pas parler d'hydroglisseur.
En 1907 Charles de Lambert teste un « glisseur », propulsé par une hélice. En octobre 1913 un hydroglisseur de Lambert piloté par Paul Tissandier, équipé d'un moteur Gnome de 200 cv, bat le record du monde de vitesse sur l'eau avec 98,6 km/h.
En 1928, l'avionneur et constructeur automobile Gabriel Voisin réussit l'exploit de remonter le Rhône en amont de Lyon jusqu'à Aix les Bains sur le Lac du Bourget, une portion non endiguée, du fleuve entrecoupée de rapides et de bancs de sable, considérée comme totalement non navigable (excepté pour quelques sportifs en Canoë-Kayak) avec un hydroglisseur de sa fabrication, équipé d'un moteur d'avion de 180 CV. Il embarque avec lui l'écrivain Paul Morand, qui publiera un récit très vivant du voyage, à la fois factuel et humoristique, intitulé "Un Missisipi sans crocodiles"
Au cours des années 1930, les hydroglisseurs sont une alternative crédible aux canots automobiles pour certaines courses d'endurance motonautiques comme la très disputée descente du Pô entre Pavie et Venise où les embarcations classiques risquent à tous moment de démolir leur hélice sur un obstacle immergé.

## Fonctionnement
Un hydroglisseur doit être fortement motorisé pour atteindre la vitesse de « planning », la portance dynamique du fond de la coque remplaçant la portance statique (portance d'Archimède) du volume immergé. La puissance installée dépasse souvent 100 cv pour une tonne.
En vitesse et déjaugés, le tirant d'eau est réduit ; il suffit de très peu de profondeur pour glisser. La vitesse élevée, la forme plate de leur carène et l'absence d'appendice immergé permettent la traversée de zones à fort courant, la navigation dans des eaux encombrées par la végétation (marais). Les hydroglisseurs permettent de naviguer en eaux peu profondes, en zones marécageuses ou inaccessibles.

## Utilisation
Ils sont fabriqués en toutes dimensions et adaptés suivant l'utilisation :
- transport de personnes ou de marchandises
- tourisme, chasse, spectacle,
- recherche, exploitation pétrolière,
- aquaculture, ostréiculture, agriculture, épandage,
- pompiers, secours, sécurité civile,
- surveillance douanière, police fluviale, opérations militaires...